# Neomestocharella keralensis
Neomestocharella keralensis is een vliesvleugelig insect uit de familie van de Eulophidae. De wetenschappelijke naam werd voor het eerst geldig gepubliceerd in 2002 door Narendran & Fousi.